# Sundaroa cheyi
Sundaroa cheyi är en fjärilsart som beskrevs av Holloway 1999. Sundaroa cheyi ingår i släktet Sundaroa och familjen tofsspinnare. Inga underarter finns listade i Catalogue of Life.